# Kandal

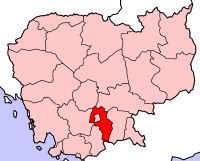
Provinsens läge i Kambodja

Kandal är en provins i södra Kambodja med drygt 1 075 000 invånare (1998). 

## Administrativ indelning
Provinsen är indelad i elva distrikt (srok).
- 0801 Kandal Stueng - កណ្តាលស្ទឹង
- 0802 Kien Svay - គៀនស្វាយ
- 0803 Khsach Kandal - ខ្សាច់កណ្តាល
- 0804 Koh Thum - កោះធំ
- 0805 Leuk Daek - លើកដែក
- 0806 Lvea Aem - ល្វាឯម
- 0807 Mukh Kamphool - មុខកំពូល
- 0808 Angk Snuol - អង្គស្នួល
- 0809 Ponhea Leu - ពញ្ញាឮ
- 0810 S'ang - ស្អាង
- 0811 Ta Khmau - តាខ្មៅ

Provinser omsluter helt, men inkluderar inte, huvudstaden Phnom Penh.